# Selección de fútbol sub-23 de Honduras
La selección de fútbol sub-23 de Honduras, selección olímpica o selección panamericana , es el equipo formado por jugadores de nacionalidad hondureña menores de 23 años de edad que representa a la Federación Nacional Autónoma de Fútbol de Honduras. Es además la encargada de defender a Honduras en el Torneo Preolímpico de Concacaf, en los Juegos Panamericanos y en los Juegos Olímpicos en caso de obtener la clasificación.
La selección de fútbol sub-23 de Honduras participó en los Juegos Olímpicos de Londres 2012, en donde avanzó a la segunda fase del torneo, cuartos de final. Y quedó en un histórico Cuarto Lugar en Juegos Olímpicos de Río de Janeiro 2016. También la Sub-23 participó en los Juegos Panamericanos de 1999 y 2019 donde ganó medalla de Plata.Juegos Panamericanos  Archivado el 15 de agosto de 2019 en Wayback Machine.

## Estadísticas

### Juegos Olímpicos
| Fútbol en los Juegos Olímpicos | Fútbol en los Juegos Olímpicos | Fútbol en los Juegos Olímpicos | Fútbol en los Juegos Olímpicos | Fútbol en los Juegos Olímpicos | Fútbol en los Juegos Olímpicos | Fútbol en los Juegos Olímpicos | Fútbol en los Juegos Olímpicos | Fútbol en los Juegos Olímpicos | Fútbol en los Juegos Olímpicos |
| Año                            | J                              | G                              | E                              | P                              | GF                             | GC                             | GD                             | PTS                            | Resultado                      |
| ------------------------------ | ------------------------------ | ------------------------------ | ------------------------------ | ------------------------------ | ------------------------------ | ------------------------------ | ------------------------------ | ------------------------------ | ------------------------------ |
| de 1900 ↓ 1988                 | Véase Selección Mayor          | Véase Selección Mayor          | Véase Selección Mayor          | Véase Selección Mayor          | Véase Selección Mayor          | Véase Selección Mayor          | Véase Selección Mayor          | Véase Selección Mayor          | Véase Selección Mayor          |
| 1992                           | No clasificó                   | No clasificó                   | No clasificó                   | No clasificó                   | No clasificó                   | No clasificó                   | No clasificó                   | No clasificó                   | No clasificó                   |
| 1996                           | No participó                   | No participó                   | No participó                   | No participó                   | No participó                   | No participó                   | No participó                   | No participó                   | No participó                   |
| 2000                           | 3                              | 1                              | 1                              | 1                              | 6                              | 7                              | –1                             | 4                              | Fase de grupos                 |
| 2004                           | No clasificó                   | No clasificó                   | No clasificó                   | No clasificó                   | No clasificó                   | No clasificó                   | No clasificó                   | No clasificó                   | No clasificó                   |
| 2008                           | 3                              | 0                              | 0                              | 3                              | 0                              | 5                              | –5                             | 0                              | Fase de grupos                 |
| 2012                           | 4                              | 1                              | 2                              | 1                              | 5                              | 5                              | 0                              | 5                              | Cuartos de final               |
| 2016                           | 6                              | 2                              | 1                              | 3                              | 8                              | 14                             | –6                             | 7                              | Cuarto lugar                   |
| 2021                           | 3                              | 1                              | 0                              | 2                              | 3                              | 9                              | –6                             | 3                              | Fase de grupos                 |
| 2024                           | No clasificó                   | No clasificó                   | No clasificó                   | No clasificó                   | No clasificó                   | No clasificó                   | No clasificó                   | No clasificó                   | No clasificó                   |
| 2028                           | Por definir                    | Por definir                    | Por definir                    | Por definir                    | Por definir                    | Por definir                    | Por definir                    | Por definir                    | Por definir                    |
| 2032                           | Por definir                    | Por definir                    | Por definir                    | Por definir                    | Por definir                    | Por definir                    | Por definir                    | Por definir                    | Por definir                    |
| Total                          | 19                             | 5                              | 4                              | 10                             | 22                             | 40                             | –18                            | 19                             | —                              |

- De 12 Juegos Olímpicos, Honduras ha participado en las olimpiadas en cinco ocasiones (2000, 2008, 2012, 2016 y 2021).

| Año   | Técnico               | Resultado         | PJ                | PG                | PE                | PP                | GF                | GC                | Rendimiento       |
| ----- | --------------------- | ----------------- | ----------------- | ----------------- | ----------------- | ----------------- | ----------------- | ----------------- | ----------------- |
| 1976  | Peter Lange           | No se clasificó   | No se clasificó   | No se clasificó   | No se clasificó   | No se clasificó   | No se clasificó   | No se clasificó   | No se clasificó   |
| 1984  | Mario Gonzáles Ortega | No se clasificó   | No se clasificó   | No se clasificó   | No se clasificó   | No se clasificó   | No se clasificó   | No se clasificó   | No se clasificó   |
| 1988  | Ángel Ramón Rodríguez | No se clasificó   | No se clasificó   | No se clasificó   | No se clasificó   | No se clasificó   | No se clasificó   | No se clasificó   | No se clasificó   |
| 1992  | Flavio Ortega         | No se clasificó   | No se clasificó   | No se clasificó   | No se clasificó   | No se clasificó   | No se clasificó   | No se clasificó   | No se clasificó   |
| 1996  | -                     | Sin participación | Sin participación | Sin participación | Sin participación | Sin participación | Sin participación | Sin participación | Sin participación |
| 2000  | Ramón Maradiaga       | Primera fase      | 3                 | 1                 | 1                 | 1                 | 6                 | 7                 | 44,4%             |
| 2004  | Edwin Pavón           | No se clasificó   | No se clasificó   | No se clasificó   | No se clasificó   | No se clasificó   | No se clasificó   | No se clasificó   | No se clasificó   |
| 2008  | Gilberto Yearwood     | Primera fase      | 3                 | 0                 | 0                 | 3                 | 0                 | 5                 | 0%                |
| 2012  | Luis Fernando Suárez  | Cuartos de final  | 4                 | 1                 | 2                 | 1                 | 5                 | 5                 | 41,6%             |
| 2016  | Jorge Luis Pinto      | Cuarto lugar      | 6                 | 2                 | 1                 | 3                 | 8                 | 14                | 27,7              |
| 2020  | Miguel Falero         | Primera fase      | 3                 | 1                 | 0                 | 2                 | 3                 | 9                 | 25%               |
| 2024  | Bernardo Redín        | No se clasificó   | No se clasificó   | No se clasificó   | No se clasificó   | No se clasificó   | No se clasificó   | No se clasificó   | No se clasificó   |
| Total | -                     | 36°               | 19                | 5                 | 4                 | 10                | 22                | 40                | 33,3%             |

### Torneo preolímpico de la Concacaf
- De 9 Eliminatorias preolímpicas de la CONCACAF, Honduras ha clasificado a las Olimpiadas en cinco ocasiones.

| Año   | Técnico               | Resultado          | PJ                | PG                | PE                | PP                | GF                | GC                | Rendimiento       |
| ----- | --------------------- | ------------------ | ----------------- | ----------------- | ----------------- | ----------------- | ----------------- | ----------------- | ----------------- |
| 1976  | Peter Lange           | Primera Fase       | 2                 | 0                 | 1                 | 1                 | 0                 | 2                 | 16,66%            |
| 1984  | Mario Gonzáles Ortega | Primera Fase       | 2                 | 0                 | 0                 | 2                 | 2                 | 4                 | 0 %               |
| 1988  | Ángel Ramón Rodríguez | Primera Fase       | 2                 | 0                 | 1                 | 1                 | 1                 | 2                 | 16,66%            |
| 1992  | Flavio Ortega         | Cuarto lugar       | 12                | 5                 | 3                 | 4                 | 16                | 19                | 50 %              |
| 1996  | -                     | Sin participación  | Sin participación | Sin participación | Sin participación | Sin participación | Sin participación | Sin participación | Sin participación |
| 2000  | Ramón Maradiaga       | Campeón            | 9                 | 5                 | 3                 | 1                 | 19                | 9                 | 66,67%            |
| 2004  | Edwin Pavón           | Tercer lugar       | 7                 | 3                 | 2                 | 2                 | 10                | 9                 | 52,38%            |
| 2008  | Alexis Mendoza        | Campeón            | 7                 | 4                 | 2                 | 1                 | 8                 | 2                 | 66,66%            |
| 2012  | Luis Fernando Suárez  | Subcampeón         | 7                 | 4                 | 1                 | 2                 | 16                | 10                | 61,90%            |
| 2016  | Jorge Luis Pinto      | Subcampeón         | 7                 | 5                 | 0                 | 2                 | 13                | 5                 | 71,42%            |
| 2021  | Miguel Falero         | Subcampeón         | 5                 | 2                 | 3                 | 0                 | 8                 | 4                 | 66,70%            |
| Total | -                     | 11 Participaciones | 60                | 30                | 16                | 16                | 98                | 66                | 47,27%            |

## Últimos partidos y próximos encuentros
- Actualizado al último partido jugado el 1 de noviembre de 2023.

| Fecha      | Ciudad       | Local                | Resultado      | Visitante      | Competición                      |
| ---------- | ------------ | -------------------- | -------------- | -------------- | -------------------------------- |
| 07-08-2019 | Lima         | México               | 1:1 (2:4 pen.) | Honduras       | Juegos Panamericanos 2019        |
| 10-08-2019 | Lima         | Argentina            | 4:1            | Honduras       | Juegos Panamericanos 2019        |
| 19-03-2021 | Guadalajara  | Honduras             | 3:0            | Haití          | Preolímpico Concacaf 2021        |
| 22-03-2021 | Zapopan      | Honduras             | 1:1            | El Salvador    | Preolímpico Concacaf 2021        |
| 25-03-2021 | Guadalajara  | Canadá               | 1:1            | Honduras       | Preolímpico Concacaf 2021        |
| 28-03-2021 | Guadalajara  | Honduras             | 2:1            | Estados Unidos | Preolímpico Concacaf 2021        |
| 30-03-2021 | Zapopan      | México               | 1:1 (5:4 pen.) | Honduras       | Preolímpico Concacaf 2021        |
| 12-07-2021 | Osaka        | Japón                | 3:1            | Honduras       | Partido amistoso                 |
| 17-07-2021 | Kainan       | Alemania             | 1:1            | Honduras       | Partido amistoso                 |
| 22-07-2021 | Kashima      | Honduras             | 0:1            | Rumania        | Juegos Olímpicos 2021            |
| 25-07-2021 | Kashima      | Nueva Zelanda        | 2:3            | Honduras       | Juegos Olímpicos 2021            |
| 28-07-2021 | Yokohama     | Corea del Sur        | 6:0            | Honduras       | Juegos Olímpicos 2021            |
| 28-06-2023 | Santa Tecla  | Honduras             | 1:1            | Jamaica        | Juegos Centro. y del Caribe 2023 |
| 30-06-2023 | Santa Tecla  | Honduras             | 2:1            | Guatemala      | Juegos Centro. y del Caribe 2023 |
| 02-07-2023 | Santa Tecla  | Honduras             | 0:1            | Costa Rica     | Juegos Centro. y del Caribe 2023 |
| 04-07-2023 | Santa Tecla  | Honduras             | 0:3            | México         | Juegos Centro. y del Caribe 2023 |
| 06-07-2023 | Santa Tecla  | El Salvador          | 1:2            | Honduras       | Juegos Centro. y del Caribe 2023 |
| 23-10-2023 | Valparaíso   | Colombia             | 2:0            | Honduras       | Juegos Panamericanos 2023        |
| 26-10-2023 | Viña del Mar | Estados Unidos       | 2:1            | Honduras       | Juegos Panamericanos 2023        |
| 29-10-2023 | Viña del Mar | Brasil               | 3:0            | Honduras       | Juegos Panamericanos 2023        |
| 1-11-2023  | Viña del Mar | República Dominicana | 1:3            | Honduras       | Juegos Panamericanos 2023        |

## Jugadores

### Última convocatoria
- Lista de jugadores convocados para disputar los Juegos Panamericanos del 23 de octubre al 4 de noviembre de 2023 en Chile

| N.º                 | Nombre          | Posición      | Edad    | PJ | Goles | Club                |  |
| ------------------- | --------------- | ------------- | ------- | -- | ----- | ------------------- |  |
|                     |                 |               |         |    |       |                     |  |
| 1                   | Juergen Garcia  | Portero       | 20 años | 6  | 0     | Lone F. C.          |  |
| 18                  | Enrique Facussé | Portero       | 26 años | 0  | 0     | F. C. Motagua       |  |
| 6                   | Javier Arriaga  | Defensa       | 20 años | 0  | 0     | C. D. Marathón      |  |
| 16                  | Edson Palacios  | Defensa       | 24 años | 1  | 0     | C. D. S. Vida       |  |
| 15                  | Anfronit Tatum  | Defensa       | 20 años | 6  | 0     | Real. C. D. España  |  |
| 4                   | André Orellana  | Defensa       | 23 años | 1  | 0     | C. D. Marathón      |  |
| 17                  | Axel Maldonado  | Defensa       | 24 años | 5  | 0     | C. D. Olimpia       |  |
| 5                   | Luis Vega       | Defensa       | 23 años | 4  | 0     | F. C. Motagua       |  |
| 3                   | Julián Martínez | Defensa       | 21 años | 4  | 0     | C. D. Olimpia       |  |
| 8                   | Gerson Chávez   | Mediocampista | 25 años | 4  | 0     | C. D. S. Vida       |  |
| 12                  | Samuel Elvir    | Mediocampista | 24 años | 9  | 0     | C. D. Marathón      |  |
| 2                   | Deyron Martínez | Mediocampista | 25 años | 4  | 0     | C. D. Real Sociedad |  |
| 10                  | Antony García   | Mediocampista | 20 años | 4  | 1     | F. C. Motagua       |  |
| 14                  | David Ruiz      | Mediocampista | 21 años | 4  | 1     | Inter de Miami      |  |
| 7                   | Jeffry Miranda  | Mediocampista | 22 años | 8  | 1     | C. D. Marathón      |  |
| 11                  | Jefryn Macías   | Delantero     | 21 años | 6  | 0     | C. D. Lobos UPNFM   |  |
| 9                   | Daniel Bodden   | Delantero     | 21 años | 4  | 1     | Real C. D. España   |  |
| 13                  | Marco Aceituno  | Delantero     | 21 años | 6  | 0     | Real C. D. España   |  |
| Bandera de Colombia | Bernardo Redín  | Entrenador    | 62 años | 4  | 4     |                     |  |

## Palmarés
- Preolímpicos Concacaf:

*  Medalla de oro (2):  Campeón Preolímpico de Concacaf 2000 y 2008
 * Medalla de plata (3): Subcampeón Preolímpico de Concacaf 2012 , 2015 y 2020. 
- Fútbol en los Juegos Panamericanos:
  -  Medalla de plata (1): 1999, 2019